# ニコレ・ファンデフォッセ
ニコレ・ファンデフォッセ（Nicole Van de Vosse, 2004年6月16日 - ）は、オランダの女子バレーボール選手。オランダ代表。

## 来歴

### クラブチーム
デーフェンテル出身。2020年、TT Papendal Arnhemに入団し2年間プレーした。2022年、Regio Zwolle Volleybalへ移籍し、2022/23シーズンのオランダ国内リーグで3位となった。2023年7月、ドイツのLadies in Black Aachenへ移籍した。2024/25シーズンも同チームと再契約し、ドイツブンデスリーガに出場し、ドイツカップでは3位となった。

### 代表チーム
アンダーカテゴリーの代表として2019年、U-16欧州選手権に出場し5位となった。2021年、U-20世界選手権に出場し4位となった。2022年、U-19欧州選手権に出場し、大会のベストスコア部門でトップの活躍をみせ、チームは4位となった。2023年、U-20世界選手権に出場した。2025年、シニア代表に初選出され、国際親善試合でデビューした。同年のネーションズリーグに出場した。

## 球歴
- ネーションズリーグ - 2025年

## 所属クラブ
- TT Papendal Arnhem（2020-2022年）
- Regio Zwolle Volleybal（2022-2023年）
- Ladies in Black Aachen（2023年-）